# Fortis Trani
L’Associazione Sportiva Dilettantistica Vigor Trani Calcio  est le club de football de Trani, en province de Barletta-Andria-Trani (BAT), fondé en 1999. Il évolue en Ligue Pro Deuxième Division en 2010-2011. Elle est née en 1999, après la faillite de la Polisportiva Trani, fondée en 1929 et qui avait disputé 2 Serie B dans les années soixante.